# 河東碧梧桐
河東 碧梧桐（かわひがし へきごとう、1873年（明治6年）2月26日 - 1937年（昭和12年）2月1日）は、日本の俳人・随筆家。本名は秉五郎（へいごろう）。
正岡子規の高弟として高浜虚子と並び称され、俳句革新運動の代表的人物として知られる。
伊予・松山藩士の五男として生まれる。父は正岡子規の漢学の師。高浜虚子とは中学時に同級であり、後に子規の門下生となるまで、行動をともにした仲の良い友人であった。
子規没後、虚子は「ホトトギス」の経営を、碧梧桐は新聞「日本」の俳句欄を担当。やがて新傾向運動を展開し、季題趣味と定型を打ち破った自由なリズムによる俳句を推進した。1906年から3年間の全国行脚で多くの賛同者を得たが、大正期に至って、虚子が俳壇に復帰し、守旧派の立場から激しい攻撃を浴びせた。新傾向の俳句はしだいに衰微していった。

## 経歴

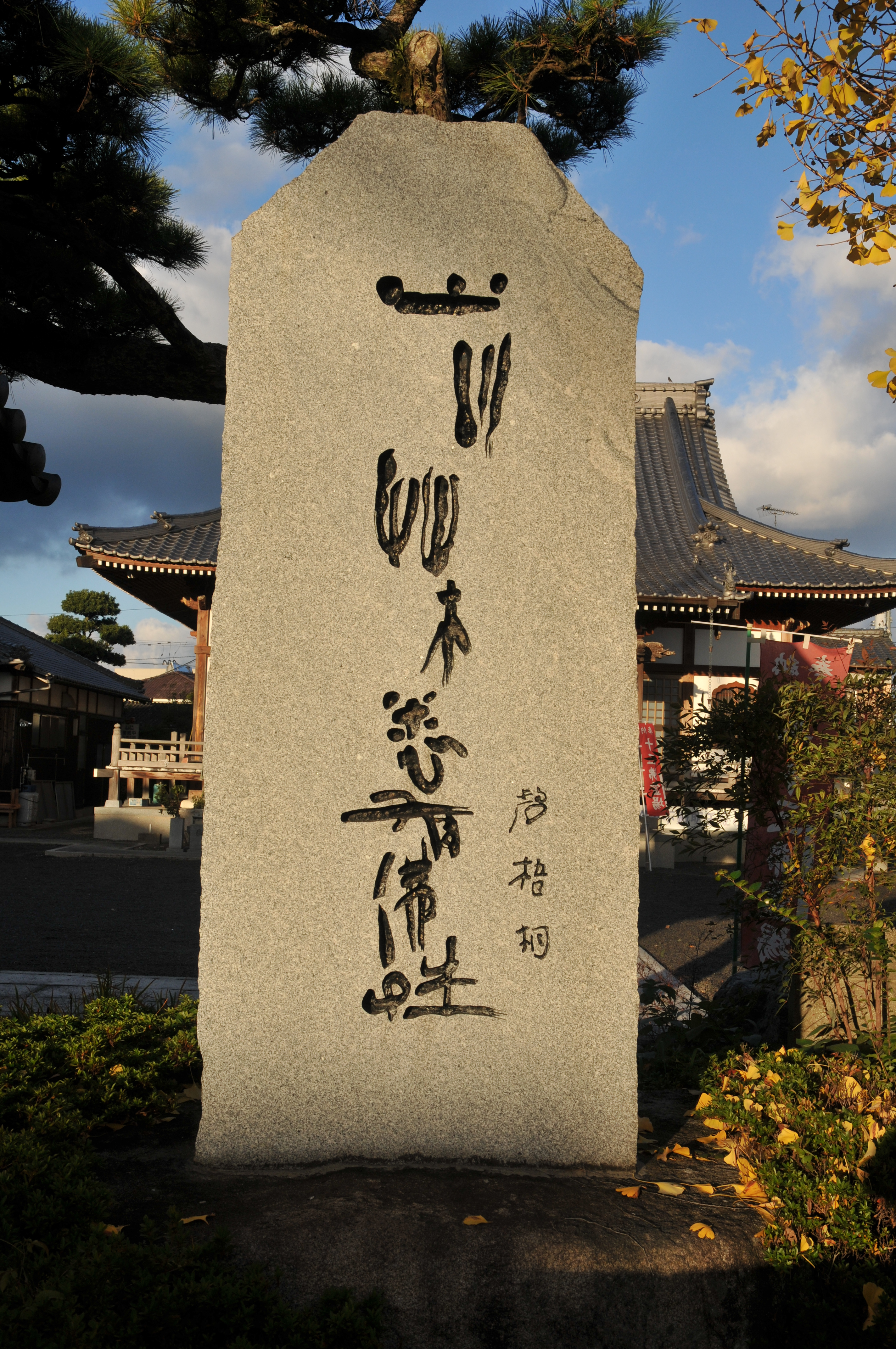
碧梧桐の碑（大蓮寺）

松山城下の愛媛県温泉郡千船町（現・松山市千舟町）にて松山藩士で藩校・明教館の教授だった河東坤（号・静渓）の五男として生まれる。少年の頃は正岡子規の友人で後に海軍中将となる秋山淳五郎（真之）を「淳さん」と敬愛していた。
1888年（明治21年）、伊予尋常中学（現・愛媛県立松山東高校）に入学。1889年（明治22年）、帰郷した子規に野球を教わったことがきっかけで、同級生の高濱清（後の高浜虚子）を誘い子規より俳句を学ぶ。
1893年（明治26年）、京都の第三高等学校入学。仙台の第二高等学校（現・東北大学）に編入の後、中退。1900年（明治33年）、青木月斗の妹、茂枝と結婚。
1902年（明治35年）に子規が没すると、新聞『日本』俳句欄の選者を子規より受け継ぐ。1905年（明治38年）頃より従来の五七五調の形にとらわれない新傾向俳句に走り始め、1906年（明治39年）より1911年（明治44年）にかけて新傾向俳句の宣伝のため二度の全国俳句行脚を行う。また、新傾向からさらに発展してきた新しい俳句という概念を踏まえ、1929年（昭和4年）には、すでに新興俳句という言葉を使った『新興俳句への道』（春秋社）という著書を出版している。同書の小序によれば、碧梧桐が当初考えた「短詩」という言葉でなく「新興俳句」になったのは、出版社側の発案らしい。なお、碧梧桐に私淑した金児杜鵑花は、1931年（昭和6年）に水原秋桜子が「馬酔木」に「自然の真と文芸上の真」を発表して始まった新俳句運動に対して、「新興俳句」運動と名付けている。
1933年（昭和8年）3月25日、還暦祝賀会の席上で俳壇からの引退を表明した。1937年（昭和12年）1月、腸チフスを患い豊多摩病院に入院、更に敗血症を併発。1月31日には症状が悪化し細谷雄太や文壇で対立していた高浜虚子も見舞いに駆け付けた。2月1日には郷里の松山市から姉が駆け付け、最後の対面をすると間もなく死去。戒名は正岡子規の例にならって碧梧桐居士とされた。墓所は父母が眠る松山市の宝塔寺及び東京都台東区の梅林寺に分骨されている。

## 作家論
新傾向俳句から更に進んだ定型や季題にとらわれず生活感情を自由に詠い込む自由律俳句誌『層雲』を主宰する荻原井泉水と行動を共にした。しかし、1915年（大正4年）には井泉水と意見を異にし、層雲を去っている。碧梧桐はその年の3月、俳誌『海紅』を主宰。更にこれも中塚一碧楼に譲る。昭和初期に風間直得が漢語にフリガナ（ルビ）を振るルビ俳句を試作、これに賛同した碧梧桐もこれを作るようになるが、これは支持を得られなかった。
引退については「俳句創作への情熱の衰え」と「虚子への抗議」の意味が込められていた。
子規は、碧梧桐と虚子について「碧梧桐は冷やかなること水の如く、虚子は熱きこと火の如し、碧梧桐の人間を見るは猶無心の草木を見るが如く、虚子の草木を見るは猶有上の人間を見るが如し。」と評していた。

## 碧門の人々
- 寺野守水楼 1836
- 菅原師竹 1863
- 筏井竹の門	1871
- 森田雷死久	1872
- 牛島滕六 1872
- 戸沢百花羞	1873
- 大谷句仏 1875
- 川西和露 1875
- 塩谷鵜平 1877
- 喜谷六花 1877
- 広江八重桜	1878
- 戸沢撲天鵬	1879
- 小沢碧童 1881
- 大須賀乙字	1881
- 細谷不句 1882
- 岩谷山梔子	1883
- 松宮寒骨 1883
- 荻原井泉水	1884
- 安斎桜磈子	1886
- 宮林菫哉 1887
- 江口渙	1887
- 中塚一碧楼	1887
- 中塚響也 1888
- 兼崎地橙孫	1890
- 久米正雄 1891
- 和田久太郎	1893
- 瀧井孝作 1894
- 黒田忠次郎	1893
- 平沢英一郎 1889
- 風間直得 1897

右数字は生年

## 代表句
- 蕎麦白き道すがらなり観音寺
- 赤い椿白い椿と落ちにけり
- 相撲乗せし便船のなど時化（しけ）となり
- 雪チラチラ岩手颪（おろし）にならで止む
- ミモーザを活けて一日留守にしたベットの白く
- 曳かれる牛が辻でずっと見回した秋空だ

## 著書
- 俳諧漫話 新声社 1903.11
- 俳句評釈 人文社 1903.11
- 其角俳句評釈 大学館 1904.3 (俳句入門叢書)
- 蚊帳釣草 俳書堂 1906.8
- 新俳句研究談 東京大学館 1907.10
- 三千里 金尾文淵堂 1910.12、春陽堂文庫 全2巻 1937
- 続三千里 金尾文淵堂 1914／講談社学術文庫 上下 1989
- 新傾向句集 日月社 1915
- 碧梧桐句集 大須賀乙字編 俳書堂 1916
- 碧梧桐は斯う云ふ 大鐙閣 1917
- 支那に遊びて 大阪屋号書店 1919／復刻・ゆまに書房　1999
- 八年間 碧梧桐句集 玄同社 1923
- 二重生活 改造社 1924 (改造社随筆叢書)
- 子規乃第一歩 俳画堂 1925
- 画人蕪村 中央美術社 1926
- 碧梧桐青鸞俳画集 黒住常二郎 大日本美術社 1926
- 新興俳句への道 春秋社 1929
- 山を水を人を 日本公論社 1933
- 子規を語る 汎文社 1934／岩波文庫 2002
- 煮くたれて 双雅房 1935
- 山水随想 日本公論社 1937
- 子規の回想 昭南書房 1944／復刊・沖積舎 1992、1998
- 碧梧桐句集 喜谷六花・瀧井孝作共編 角川文庫 1954
- 碧梧桐全句集 栗田靖編 蝸牛社 1992.4
- なつかしき人々 碧梧桐随筆集 瀧井孝作編 桜楓社 1992.9
- 河東碧梧桐 蝸牛社 1996 (蝸牛俳句文庫)　栗田靖編
- 河東碧梧桐全集 全18巻 短詩人連盟 2001-2009
- 碧梧桐俳句集 栗田靖編 岩波文庫 2011
- 碧梧桐句集 中塚唯人・日野百草 共編　海紅社 2015
- 河東碧梧桐の百句 秋尾敏編著 ふらんす堂 2024